# Brezany
Brezany (in ungherese Litvaberzseny) è un comune della Slovacchia facente parte del distretto di Žilina, nella regione omonima.